# Vancouver Canucks
I Vancouver Canucks sono una squadra canadese di hockey su ghiaccio con sede a Vancouver (Columbia Britannica), che gioca nella National Hockey League, la lega professionistica nordamericana. I Canucks sono inseriti nella Pacific Division della Western Conference. Giocano le partite casalinghe alla Rogers Arena (precedentemente nota come General Motors Place) che ha una capienza di 18.910 spettatori.
I Canucks hanno aderito alla NHL nel 1970. Nella loro storia hanno raggiunto per tre volte le finali della Stanley Cup, senza mai riuscire a vincerle (venendo sconfitti dai New York Islanders nel 1982, dai New York Rangers nel 1994 e dai Boston Bruins nel 2011). I Canucks hanno vinto per nove volte la loro Division.

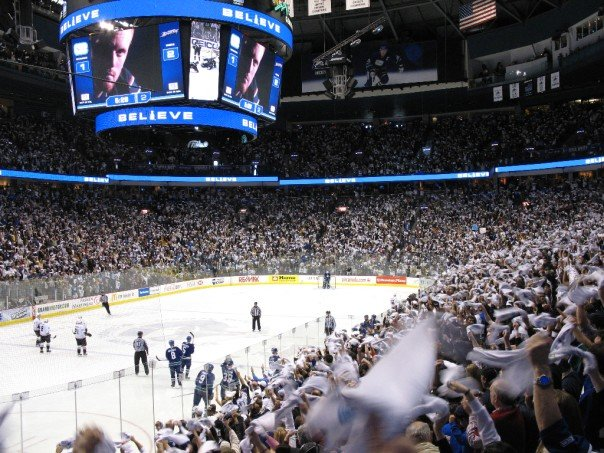
Towel Power durante i playoff del 2007

## Società
- 1970-1974 Medicor group
- 1974-1988 Frank Griffiths
- 1988-1995 Arthur Griffiths
- 1995-2008 Orca Bay Sports & Entertainment
- 2008-Presente Canucks Sports & Entertainment

- 1987-1991  Pat Quinn
- 2006-2009  Chris Zimmerman
- 2009-2014  Mike Gillis
- 2014-2018  Trevor Linden
- 2021- presente  Jim Rutherford

- 1970-1973  Bud Poile
- 1973-1974  Hal Laycoe
- 1974-1977  Phil Maloney
- 1977-1982  Jake Milford
- 1982-1985  Harry Neale
- 1985-1987  Jack Gordon
- 1987-1998  Pat Quinn
- 1998-2004  Brian Burke
- 2004-2008  Dave Nonis
- 2008-2014  Mike Gillis
- 2014-2021  Jim Benning
- 2021-2022  Jim Rutherford  Ad interim
- 2022-Presente  Patrik Allvin

### Proprietari
Il proprietario iniziale dei Canucks era il gruppo Medicor di Tom Scallen. Nel 1974 la Medicor group vendette la squadra a Frank Griffiths. Dal 1988 al 1997, i Vancouver Canucks furono di proprietà dell'imprenditore e filantropo Arthur Griffiths, che aveva ereditato la proprietà da suo padre Frank. Griffiths vendette la sua partecipazione di maggioranza dei Canucks dopo una sovra estensione delle sue risorse per cercare di costruire il GM Place (attualmente conosciuto come Rogers Arena). Di conseguenza, la sua quota di maggioranza fu acquistata dal miliardario americano John McCaw Jr..
Nel novembre 2004, l'Aquilini Investment Group, guidato da Francesco Aquilini, ha acquistato una quota del 50% dell'Orca Bay Sports & Entertainment (proprietaria dei Canucks e della Rogers Arena) di John McCaw, Jr. L'8 novembre 2006, Aquilini, assieme ai suoi fratelli Roberto e Paolo, ha acquistato il restante 50% dei Vancouver Canucks e della Rogers Arena.

### Nome, colori e simbolo
"Canucks" è un termine slang che significa Canadesi, al pari di "Yankees" per gli statunitensi.

Vecchio logo (1997-2007)

Il team ha cambiato nel corso della sua storia 13 differenti loghi e maglie. L'ultimo logo indossato, in ordine cronologico (1997), è rappresentato da un'orca in stile Haida che, rompendo un blocco di ghiaccio, forma una C stilizzata. Attualmente (dal 2007) la C stilizzata è rimasta invariata nella forma ma non nei colori, visto che il blu del ghiaccio è stato sostituito con il bianco mentre il rosso delle rifiniture è stato sostituito con il blu.

### Stadio
I Canucks giocano le partite casalinghe alla Rogers Arena.
Lo stadio è stato inaugurato nel 1995 con il nome di General Motors Place e può ospitare fino a 18.910 spettatori per le partite dei Canucks.
La Rogers Arena è stata anche sede dell'hockey su ghiaccio durante i Giochi olimpici invernali del 2010.
L'arena è di proprietà e finanziata dalla Canucks Sports & Entertainment.
Prima di trasferirsi alla Rogers Arena, i Canucks hanno giocato per 25 anni le loro partite casalinghe al Pacific Coliseum di Hastings Park. Attualmente lo stadio ha una capacità di 16.281 spettatori per le partite di hockey su ghiaccio, anche se la capacità alla sua apertura era di sole 15.713.
Durante le Olimpiadi del 2010, è stato la sede per il pattinaggio artistico e dello short track.
Oggi il Pacific Coliseum è la casa dei Vancouver Giants squadra che milita nella lega giovanile Western Hockey League.

### Franchigie affiliate
Di seguito la lista delle varie franchigie affiliate con i Canucks.
| 1970-1972      | Rochester Americans (AHL) |
| 1972-1975      | Seattle Totems (WHL-CHL)  |
| 1975-1978      | Tulsa Oilers (CHL)        |
| 1978-1982      | Dallas Black Hawks (CHL)  |
| 1983-1988      | Fredericton Express (AHL) |
| 1988-1992      | Milwaukee Admirals (IHL)  |
| 1992-1994      | Hamilton Canucks (AHL)    |
| 1994-2000      | Syracuse Crunch (AHL)     |
| 2000-2001      | Kansas City Blades (IHL)  |
| 2001-2011      | Manitoba Moose (AHL)      |
| 2011-2013      | Chicago Wolves (AHL)      |
| 2013-2021      | Utica Comets (AHL)        |
| 2021- presente | Abbotsford Canucks (AHL)  |

| 1987-1988 | Flint Spirits (IHL)     |
| 1991-1992 | Columbus Chill (ECHL)   |
| 2002-2006 | Columbia Inferno (ECHL) |
| 2006-2011 | V. Salmon Kings (ECHL)  |
| 2011-2015 | Kalamazoo Wings (ECHL)  |
| 2016-2017 | Alaska Aces (ECHL)      |
| 2017-2021 | Kalamazoo Wings (ECHL)  |

## Giocatori
Dalla prima stagione (1970-71), in cui la franchigia entrò a far parte della NHL, a oggi ci sono stati 55 portieri e 484 giocatori (attaccanti e difensori) che hanno vestito la maglia dei Canucks per almeno una partita di regular season o di playoffs.

### Membri della Hall of Fame
Diversi membri dei Vancouver Canucks sono stati inseriti nella Hockey Hall of Fame: otto ex-giocatori e sei non giocatori (dirigenti, allenatori e proprietari).

### Ring of Honour

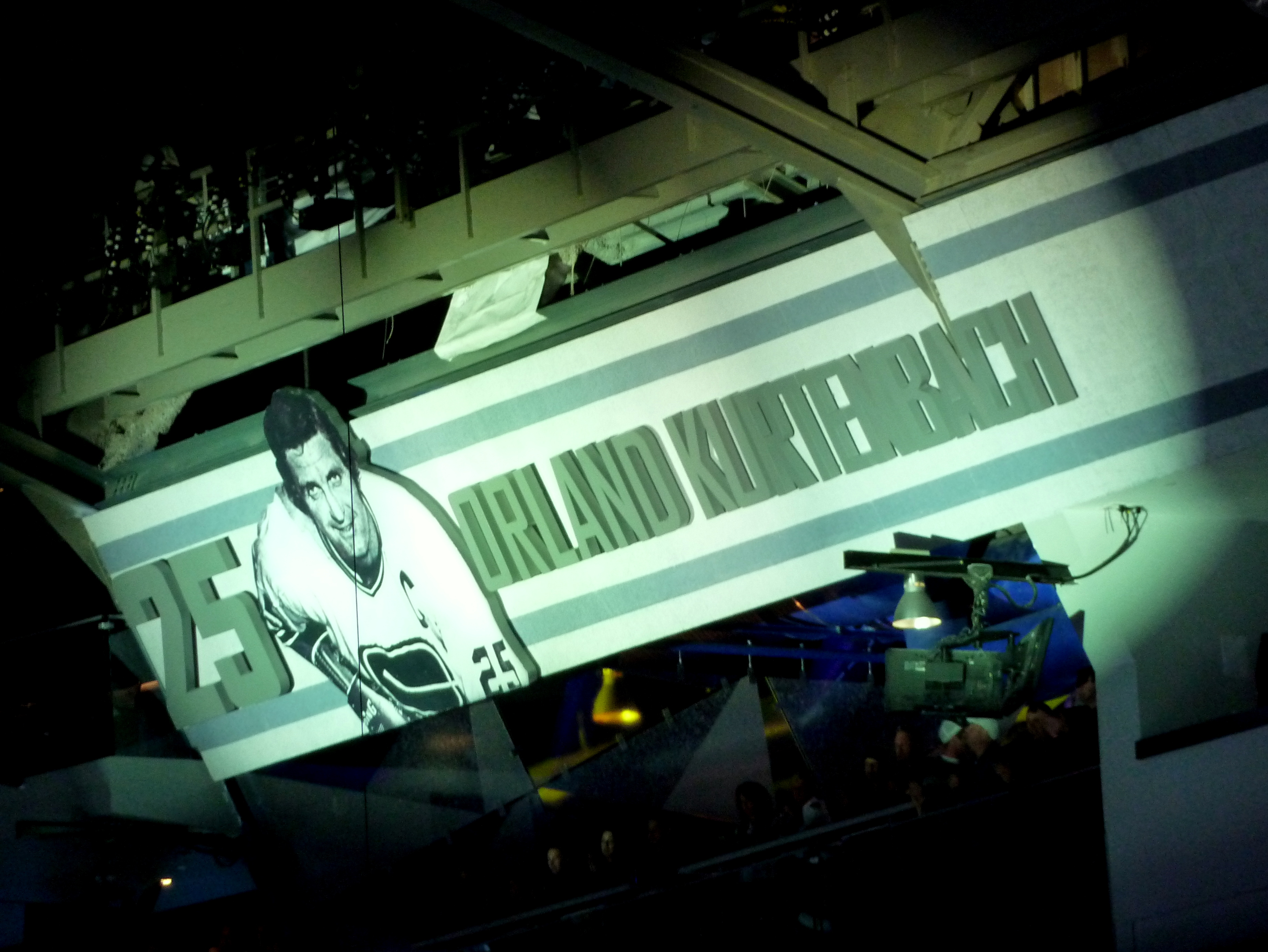
L'insegna del Ring of Honour dedicata ad Orland Kurtenbach

Il Ring of Honour è una collezione di insegne permanenti all'interno della Rogers Arena che commemorano personaggi che hanno avuto un ruolo importante nella storia della franchigia. Ne fanno parte:
- Orland Kurtenbach (1970–1974)
- Kirk McLean (1987–1998)
- Thomas Gradin (1978–1986)
- Harold Snepsts (1974–1984, 1987–1990)
- Pat Quinn (1970–1972, 1988–1997)
- Mattias Öhlund (1997–2009)
- Alexandre Burrows (2005–2017)

### Capitani

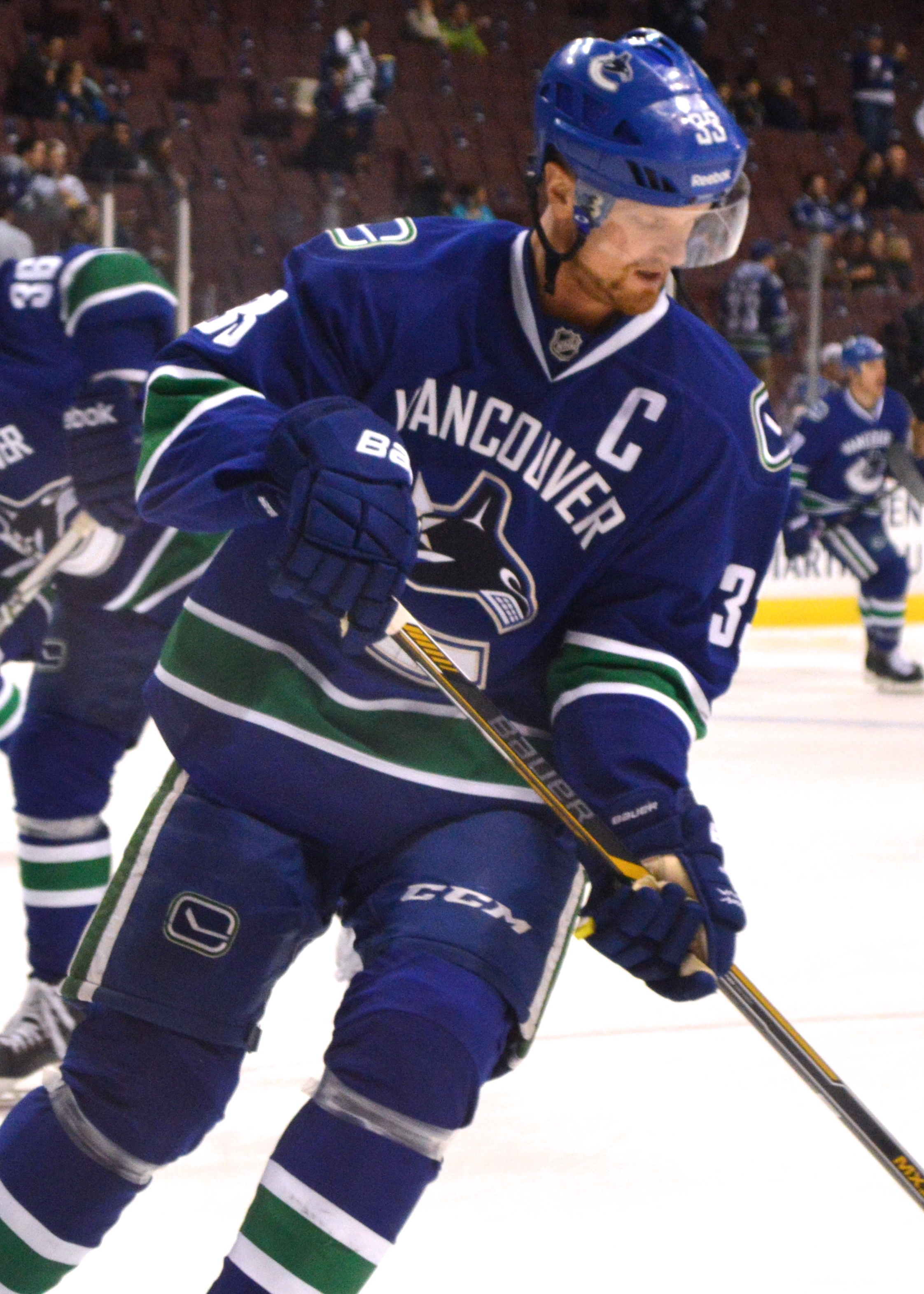
Henrik Sedin capitano dei Canucks dal 2010 al 2018, anno del suo ritiro.

Qui trovate la lista di tutti i giocatori che hanno avuto l'onore e l'onere di essere nominati Capitano dei Canucks. Questa lista comprende solo i giocatori che hanno svolto questo ruolo da quando la squadra è entrata nella NHL, quindi solo dal 1970.
- Orland Kurtenbach (1970–1974)
- Andre Boudrias (1975–1976)
- Chris Oddleifson (1976–1977)
- Don Lever (1977–1979)
- Kevin McCarthy (1979–1982)

- Stan Smyl (1982–1990)
- Doug Lidster (1990–1991)
- Dan Quinn (1990–1991)
- Trevor Linden (1990–1991; 1991-1997)
- Mark Messier (1997–2000)

- Markus Näslund (2000–2008)
- Roberto Luongo (2008–2010)
- Henrik Sedin (2010–2018)
- Bo Horvat (2019–2023)

### Prime scelte al Draft
Qui di seguito tutte le scelte effettuate al primo turno del NHL Entry Draft.
- Dale Tallon (1970; #2)
- Jocelyn Guevremont (1971; #3)
- Don Lever (1972; #3)
- Dennis Ververgaert (1973; #3)
- Bob Dailey (1973; #9)
- Rick Blight (1975; #10)
- Jere Gillis (1977; #4)
- Bill Derlago (1978; #4)
- Rick Vaive (1979; #5)
- Rick Lanz (1980; #10)
- Garth Butcher (1981; #10)
- Michel Petit (1982; #11)
- Cam Neely (1983; #9)
- J. J. Daigneault (1984; #10)
- Jim Sandlak (1985; #4)

- Dan Woodley (1986; #7)
- Trevor Linden (1988; #2)
- Jason Herter (1989; #6)
- Petr Nedved (1990; #2)
- Alex Stojanov (1991; #7)
- Libor Polasek (1992; #20)
- Mike Wilson (1993; #20)
- Mattias Öhlund (1994; #13)
- Josh Holden (1996; #12)
- Brad Ference (1997; #10)
- Bryan Allen (1998; #4)
- Daniel Sedin (1999; #2)
- Henrik Sedin (1999; #3)
- Nathan Smith (2000; #23)
- R.J. Umberger (2001; #16)

- Ryan Kesler (2003; #23)
- Cory Schneider (2004; #26)
- Luc Bourdon (2005; #10)
- Michael Grabner (2006; #15)
- Patrick White (2007; #25)
- Cody Hodgson (2008; #10)
- Jordan Schroeder (2009; #22)
- Nicklas Jensen (2011; #29)
- Brendan Gaunce (2012; #26)
- Bo Horvat (2013; #9)
- Hunter Shinkaruk (2013; #24)
- Jake Virtanen (2014; #6)
- Jared McCann (2014; #24)

### Numeri ritirati
| Numero | Giocatore      | Ruolo | Carriera            | Data del ritiro  |
| ------ | -------------- | ----- | ------------------- | ---------------- |
| 10     | Pavel Bure     | RW    | 1991–1998           | 2 Novembre 2013  |
| 12     | Stan Smyl      | RW    | 1978–1991           | 3 Novembre 1991  |
| 16     | Trevor Linden  | C/RW  | 1988–1998 2001–2008 | 17 Dicembre 2008 |
| 19     | Markus Naslund | LW    | 1996–2008           | 11 Dicembre 2010 |
| 22     | Daniel Sedin   | LW    | 2000–2018           | 12 Febbraio 2020 |
| 33     | Henrik Sedin   | C     | 2000–2018           | 12 Febbraio 2020 |

Note

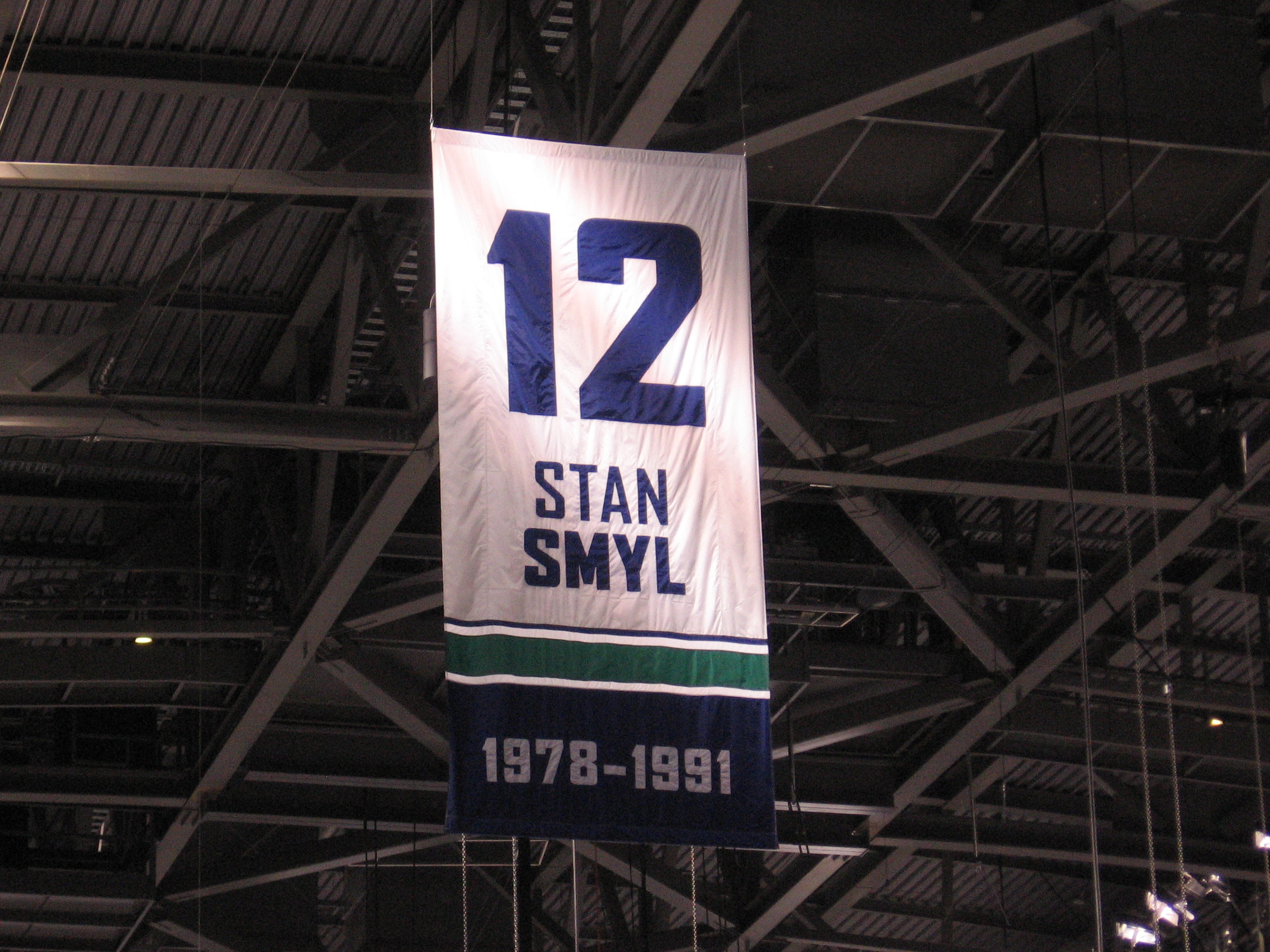
Lo stendardo con il numero 12 di Stan Smyl.

- Pavel Bure ha usato il numero 10 per cinque delle sue sette stagioni con i Canucks. Nelle stagioni 1995-96 e 1996-97 ha usato il numero 96, prima di tornare al 10 nella stagione 1997-98.
- Il numero 99 di Wayne Gretzky è stato ritirato dalla NHL per tutte le franchigie durante l'All-Star Game del 2000.

#### Numeri tolti dalla circolazione
Sebbene non ufficialmente ritirati, questi numeri non vengono più usati dai Vancouver Canucks:
11 - Wayne Maki (1970-1973).Dopo la morte di Maki, avvenuta il 1º maggio 1974, solo Chris Oddleifson (1974-1976) e Mark Messier (1997-2000) hanno usato questo numero.
28 - Luc Bourdon (2006–2008), morto in un incidente stradale, il 29 maggio 2008.
37 - Rick Rypien (2005–2011), morto suicida il 15 agosto 2011.

## Allenatori
Sono 18 gli allenatori ad avere avuto la conduzione tecnica dei Vancouver Canucks; qui sotto trovate lista dei loro nomi; questa lista comprende solo gli allenatori che hanno svolto questo ruolo da quando la squadra è entrata nella NHL, quindi solo a partire dal 1970.
- Hal Laycoe (1970-1972)
- Vic Stasiuk (1972-1973)
- Bill McCreary (1973-1974)
- Phil Maloney (1974-1977)
- Orland Kurtenbach (1977-1978)
- Harry Neale (1978-1982; 1984; 1984-1985)

- Roger Neilson (1982-1984)
- Bill LaForge (1984)
- Tom Watt (1985-1987)
- Bob McCammon (1987-1991)
- Pat Quinn (1991-1994; 1996)
- Rick Ley (1994-1996)

- Tom Renney (1996-1997)
- Mike Keenan (1997-1999)
- Marc Crawford (1999-2006)
- Alain Vigneault (2006-2013)
- John Tortorella (2013-2014)
- Willie Desjardins (2014-2017)

- Travis Green (2017-2021)
- Bruce Boudreau (2021-2023)
- Rick Tocchet (2023-presente)

## Palmarès

### Squadra
- Clarence S. Campbell Bowl: 3 (Western Conference)

1981-82, 1993-94, 2010-11
- Presidents' Trophy: 2 (Regular Season)

2010-11, 2011-12
- Titoli di Division: 11

1974-75, 1991-92, 1992-93, 2003-04, 2006-07, 2008–09, 2009-10, 2010-11, 2011-12, 2012-13, 2023-24

### Individuali
- Art Ross Trophy: 2

 Henrik Sedin (2009-10)
 Daniel Sedin (2010-11)
- Calder Memorial Trophy: 2

 Pavel Bure (1991-92)
 Elias Pettersson (2018-19)
- Frank J. Selke Trophy: 1

 Ryan Kesler (2010-11)
- Hart Memorial Trophy: 1

 Henrik Sedin (2009-10)
- Jack Adams Award: 2

 Pat Quinn (1991-92)
 Alain Vigneault (2010-11)
- King Clancy Memorial Trophy: 1

 Trevor Linden (2002-03)
- NHL Foundation Player Award: 1

 Trevor Linden (2007-08)
- NHL General Manager of the Year Award: 1

 Mike Gillis (2010-11)
- Ted Lindsay Award: 2

 Markus Näslund (2002-03)
 Daniel Sedin (2010-11)
- William M. Jennings Trophy: 1

 Roberto Luongo,  Cory Schneider (2010-11)
- NHL Plus/Minus Award: 1

 Marek Malík (2003-04)

### All Star
- First All-Star Team

 Pavel Bure (1993-94)
 Markus Näslund (2001-02, 2002-03, 2003-04)
 Todd Bertuzzi (2002-03)
 Henrik Sedin (2009-10, 2010-11)
 Daniel Sedin (2010-11)
- Second All-Star Team

 Kirk McLean (1991-92)
 Alexander Mogilny (1995-96)
 Roberto Luongo (2006-07)
 Daniel Sedin (2009-10)
- NHL All-Rookie Team

 Jim Sandlak (1986-87)
 Trevor Linden (1988-89)
 Corey Hirsch (1995-96)
 Mattias Öhlund (1997-98)
 Brock Boeser (2017-18)
 Elias Pettersson (2018-19)
 Quinn Hughes (2019-20)

## Statistiche

### Di squadra
- Stagioni in NHL: 44
- Partite disputate: 3 410
- Partite vinte: 1 415
- Partite perse: 1 504
- Partite pareggiate: 391
- Partite perse OT: 100
- Goal Fatti: 10 701
- Goal Subiti: 11 378

Playoff

- Edizioni playoff: 26
- Partite disputate: 223
- Partite vinte: 99
- Partite perse: 124
- Goal Fatti: 619
- Goal Subiti: 713

- Maggior numero di vittorie: 54 (2010–11)
- Maggior numero di sconfitte: 50 (1971–72)
- Maggior numero di punti: 117 (2010–11)
- Minor numero di punti: 48 (1971–72)
- Maggior numero goal fatti: 346 (1992–93)
- Minor numero goal fatti: 192 (1998-99)
- Maggior numero goal subiti: 401 (1984–85)
- Minor numero goal subiti: 185 (2010–2011)

### Individuali
- 1 138 - Trevor Linden
- 1 010 - Henrik Sedin
- 979 - Daniel Sedin
- 896 - Stan Smyl
- 894 - Markus Näslund
- 781 - Harold Snepsts
- 770 - Mattias Öhlund
- 677 - Dennis Kearns
- 676 - Larry Popein
- 666 - Doug Lidster

- 842 - Henrik Sedin
- 805 - Daniel Sedin
- 756 - Markus Näslund
- 733 - Trevor Linden
- 673 - Stan Smyl
- 550 - Thomas Gradin
- 478 - Pavel Bure
- 470 - Tony Tanti
- 463 - Larry Popein
- 449 - Todd Bertuzzi

- 346 - Markus Näslund
- 318 - Trevor Linden
- 307 - Daniel Sedin
- 262 - Stan Smyl
- 254 - Pavel Bure
- 250 - Tony Tanti
- 197 - Thomas Gradin
- 193 - Henrik Sedin
- 193 - Larry Popein
- 188 - Todd Bertuzzi

- 649 - Henrik Sedin
- 498 - Daniel Sedin
- 415 - Trevor Linden
- 411 - Stan Smyl
- 410 - Markus Näslund
- 353 - Thomas Gradin
- 290 - Dennis Kearns
- 270 - Larry Popein
- 267 - Andre Boudrias
- 261 - Todd Bertuzzi

- 2 127 - Gino Odjick
- 1 668 - Garth Butcher
- 1 556 - Stan Smyl
- 1 446 - Harold Snepsts
- 1 324 - Tiger Williams
- 1 159 - Donald Brashear
- 900 - Dana Murzyn
- 896 - Alexandre Burrows
- 822 - Todd Bertuzzi
- 802 - Kevin Bieksa

- 516 - Kirk McLean
- 448 - Roberto Luongo
- 377 - Richard Brodeur
- 208 - Dan Cloutier
- 189 - Gary Smith

- 252 - Roberto Luongo
- 211 - Kirk McLean
- 126 - Richard Brodeur
- 109 - Dan Cloutier
- 72 - Gary Smith

- 2,20 - Cory Schneider
- 2,36 - Roberto Luongo
- 2,41 - Eddie Läck
- 2,42 - Andrew Raycroft
- 2,42 - Dan Cloutier

- .927 - Cory Schneider
- .919 - Roberto Luongo
- .912 - Eddie Läck
- .911 - Andrew Raycroft
- .907 - Alex Auld

- 38 - Roberto Luongo
- 20 - Kirk McLean
- 14 - Dan Cloutier
- 11 - Gary Smith
- 9 - Cory Schneider

## Organico 2012-2013

### Roster
Aggiornato al 27 aprile 2013
| N. | Naz.                   | Ruolo | Nome               | Anno | Alt. | Peso | Tiro |
| -- | ---------------------- | ----- | ------------------ | ---- | ---- | ---- | ---- |
| 1  | Canada (bandiera)      | P     | Roberto Luongo     | 1979 | 190  | 98   | L    |
| 2  | Canada (bandiera)      | D     | Dan Hamhuis        | 1982 | 188  | 94   | L    |
| 3  | Canada (bandiera)      | D     | Kevin Bieksa - A   | 1981 | 185  | 89   | R    |
| 4  | Stati Uniti (bandiera) | D     | Keith Ballard      | 1982 | 180  | 94   | L    |
| 5  | Canada (bandiera)      | D     | Jason Garrison     | 1984 | 188  | 98   | L    |
| 7  | Stati Uniti (bandiera) | A     | David Booth        | 1984 | 183  | 96   | L    |
| 8  | Canada (bandiera)      | A     | Zack Kassian       | 1991 | 191  | 97   | R    |
| 9  | Stati Uniti (bandiera) | A     | Christopher Tanev  | 1989 | 188  | 84   | L    |
| 13 | Canada (bandiera)      | A     | Steve Pinizzotto   | 1984 | 185  | 83   | R    |
| 14 | Canada (bandiera)      | A     | Alexandre Burrows  | 1981 | 185  | 85   | L    |
| 15 | Canada (bandiera)      | A     | Derek Roy          | 1983 | 175  | 83   | L    |
| 17 | Stati Uniti (bandiera) | A     | Ryan Kesler - A    | 1984 | 188  | 91   | R    |
| 18 | Canada (bandiera)      | D     | Cam Barker         | 1986 | 191  | 101  | L    |
| 20 | Stati Uniti (bandiera) | A     | Chris Higgins      | 1983 | 183  | 93   | L    |
| 21 | Canada (bandiera)      | A     | Mason Raymond      | 1985 | 183  | 84   | L    |
| 22 | Svezia (bandiera)      | A     | Daniel Sedin - A   | 1980 | 185  | 84   | L    |
| 23 | Svezia (bandiera)      | D     | Alexander Edler    | 1986 | 193  | 97   | L    |
| 25 | Canada (bandiera)      | A     | Andrew Ebbett      | 1983 | 178  | 79   | L    |
| 26 | Canada (bandiera)      | D     | Frank Corrado      | 1993 | 183  | 86   | R    |
| 27 | Canada (bandiera)      | A     | Manny Malhotra - A | 1980 | 188  | 100  | L    |
| 29 | Stati Uniti (bandiera) | A     | Tom Sestito        | 1983 | 195  | 103  | L    |
| 30 | Stati Uniti (bandiera) | P     | Joe Cannata        | 1990 | 185  | 99   | L    |
| 32 | Canada (bandiera)      | A     | Dale Weise         | 1988 | 188  | 95   | R    |
| 33 | Svezia (bandiera)      | A     | Henrik Sedin - C   | 1980 | 188  | 85   | L    |
| 35 | Stati Uniti (bandiera) | P     | Cory Schneider     | 1986 | 188  | 88   | L    |
| 36 | Danimarca (bandiera)   | A     | Jannik Hansen      | 1986 | 185  | 88   | R    |
| 38 | Canada (bandiera)      | D     | Derek Joslin       | 1987 | 185  | 95   | L    |
| 40 | Canada (bandiera)      | A     | Maxim Lapierre     | 1985 | 188  | 93   | R    |
| 41 | Stati Uniti (bandiera) | D     | Andrew Alberts     | 1981 | 196  | 99   | L    |

Legenda:

P = Portiere, D = Difensore, A = Attaccante, L = sinistra, R = destra

### Staff Tecnico
| Allenatore:              | Alain Vigneault |
| Assistente allenatore:   | Rick Bowness    |
| Assistente allenatore:   | Newell Brown    |
| Allenatore dei portieri: | Roland Melanson |
| Video Coach:             | Darryl Williams |